# Fem i knipa (film)
Fem i knipa är en långfilm i färg som var en samproduktion i Danmark och Tyskland. Originaltiteln var De 5 i fedtefadet och den baserades på Enid Blytons bok Famous Five Get In Trouble som var titel i Storbritannien.
Denna film var den andra av två danska filmer baserade på Enid Blytons romaner för barn . Året innan 1969 hade Panorama Film producerat De fem och spionerna. I Fem i knipa var tyska Constantin Film medproducent. Fem i knipa har samma rollbesättning som förra filmen. Historien utspelar sig i Danmark, men karaktärernas engelska namn behålls. Inga fler danska filmer som byggde på Fem-böckerna spelades sedan in. Filmen var en tysk-dansk samproduktion som spelades in i Danmark med danska och tyska skådespelare. Regissör var Katrine Hedman. Filmen sändes på danska DR den 29 april 1994.

## Handling
Femgänget med Julian, Dick, George och Anne och hunden Tim åker på en cykeltur och träffar en annan pojke, Richard. Några personer försöker kidnappa Richard men av misstag tar istället Dick till fånga. Så börjar äventyret.

## Miljö
En film om Fem-gänget inspelad i Danmark är en originell anpassning. Genom bearbetning av manus Gunter Ebert och regissören Katrine Hedman och filmning av Mikael Salomon överfördes de engelska äventyren till landsbygden i Danmark. Atmosfären i historien skapas av panoramabilder som följer de fem som anländer till en staden, och sedan snabbt rör sig runt på gatorna när de fem överlistar kidnapparna. Men det är inte utan problem att överföra handlingen till Danmark.
| Medverkande            |                     |
| Lone Thielke           | George              |
| Mads Rahbek            | Dick                |
| Niels Kibenich         | Julian              |
| Sanne Knudsen          | Anne                |
| Ove Sprogøe            | Farbror Quentin     |
| Astrid Villaume        | Faster Fanny        |
| Lily Broberg           | Kokerskan Johanne   |
| Kristian Paaschburg    | Richard Kent        |
| Manfred Reddemann      | Perton              |
| Werner Abrolat         | Johnny              |
| Hubert Mittendorf      | Max                 |
| Frank Nossack          | Rooky               |
| Jørn Walsøe Therkelsen | Weston              |
| Marie Brink            | Aggie               |
| Børge Hilbert          | Handlare            |
| Ruth Maisie            | Dam som handlar     |
| Christian Hansen       | Poliskonstapel      |
| Max Gårdsted           | Betjänt             |
| Ragnhild Jørgensen     | Richards mor        |
| Poul Rahbek            | Richards far        |
| Willy Flink            | Bensinmacks biträde |